# Bibliothèque de Pantainos
La bibliothèque de Pantainos était un bâtiment de l'Athènes antique. Elle était située à l'extrémité sud-est de l'agora d'Athènes, au sud de la stoa d'Attale, côté gauche de la rue Panathenaion. Elle a été construite par le philosophe athénien Titus Flavius Pantainos entre 98 et 102 apr. J.-C., sous le règne de l'empereur romain Trajan. L'édifice de la bibliothèque était dédié à Athéna Archegetis , à Trajan en personne et au peuple d'Athènes, selon une inscription sur le linteau de l'entrée principale, qui est conservée encastrée dans le mur romain tardif,.
Le monument subsiste encore de nos jours mais il se trouve dans un état fragmentaire. L'ancienne bibliothèque est partiellement couverte par le mur romain tardif de l'agora et principalement par une grande tour. Il s'agit de l'un des bâtiments où s'épanouissaient l'étude de la philosophie et le culte des Muses. Détruit en 267 après J.-C. lors de l'incursion des Hérules, il fut incorporé au Ve siècle dans le grand péristyle.

## Architecture

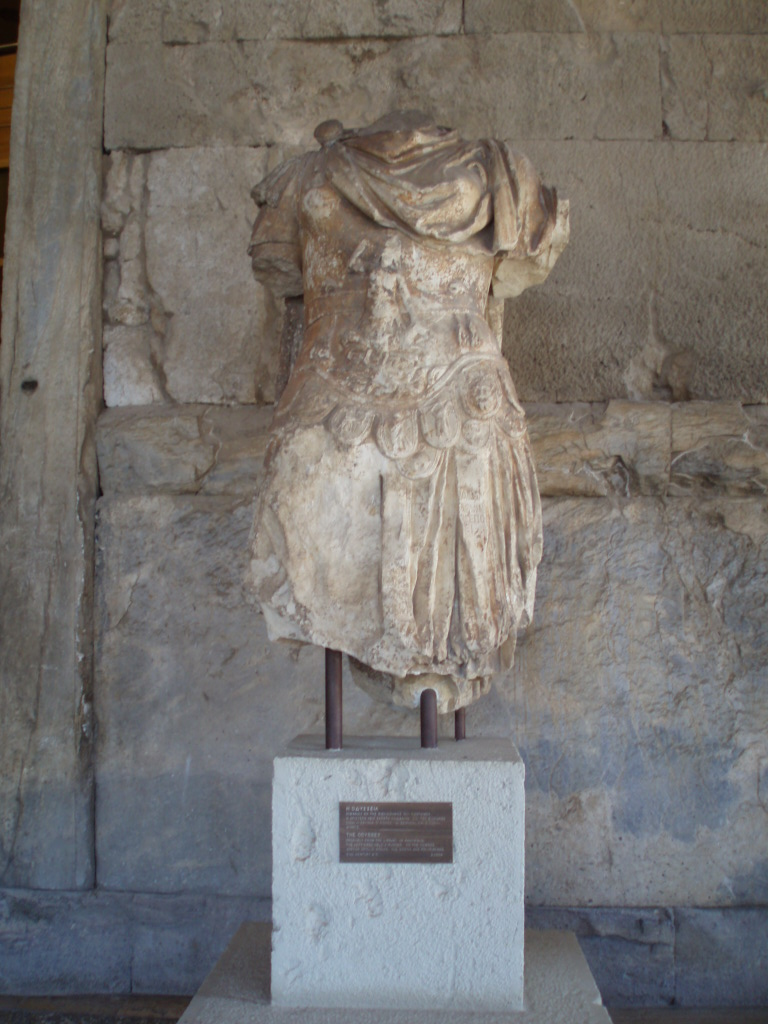
Statue de femme personnifiant l'Odyssée d'Homère (notamment Scylla, Éole, Polyphème et les sirènes. - Bibliothèque de Pantainos.

Le bâtiment avait un plan et une structure inhabituels, et ne ressemble en rien aux autres bibliothèques romaines connues. La raison de ce plan d'étage inhabituel était dû à un niveau irrégulier de la zone.
Le noyau du bâtiment se composait de deux espaces. Une grande cour à ciel ouvert de 20 × 13,5 m, dont le sol était pavé de petits carreaux de marbre irréguliers noyés dans le mortier. L'autre espace était une grande pièce carrée, ouverte à l'est, dont le sol était pavé de dalles en marbre. Ultérieurement, un péristyle a été ajouté à la cour, dont la partie centrale était également pavée de dalles de marbre. L'entrée du bâtiment se trouvait dans la zone située directement sous le site où le linteau inscrit a été retrouvé. Il ne reste aucune trace des supports internes des étagères où les livres auraient été rangés. Les murs étaient intérieurement revêtus de plaques de marbre, tout comme le sol.
L'architrave qui se trouvait sur les façades nord et ouest comportait des colonnes ioniques à cannelures de marbre bleu. La maçonnerie n'était pas particulièrement élaborée.

## Les fouilles
Les fouilles du bâtiment ont débuté en 1933 et les premiers résultats sont apparus deux ans plus tard, en 1935. La partie orientale du bâtiment de la bibliothèque a été achevée en 1970.

## Inscriptions
Il y a deux inscriptions, l'une faisant référence à la fondation de la bibliothèque par T. Flavius Pantainos et l'autre à son fonctionnement,.
| ΑΘΗΝΑ ΠΟΛΙΑΔΙ ΚΑΙ ΑΥΤΟΚΡΑΤΟΡΙ ΚΑΙΣΑΡΙ ΣΕΒΑ{Σ}ΣΤΩ ΝΕΡΒΑ ΤΡΑΪΑΝΩ ΓΕΡΜΑΝΙΚΩ ΚΑΙ ΤΗ ΠΟΛΙ ΤΗ ǀ ΑΘΗΝΑΙΩΝ Ο ΙΕΡΕΥΣ ΜΟΥΣΩΝ ΦΙΛΟΣΟΦΩΝ Τ. ΦΛΑΒΙΟΣ ΠΑΝΤΑΙΝΟΣ ΦΛΑΒΙΟΥ ΜΕΝΑΝΔΡΟΥ ΔΙΑΔΟΧΟΥ ǀ ΥΙΟΣ ΤΑΣ ΕΞΩ ΣΤΟΑΣ ΤΟ ΠΕΡΙΣΤΥΛΟΝ ΤΗΝ ΒΥΒΛΙΟΘΗΚΗΝ ΜΕΤΑ ΤΩΝ ΒΥΒΛΙΩΝ ΤΟΝ ΕΝ ΑΥΤΟΙΣ ΠΑΝΤΑ ǀ ΚΟΣΜΟΝ ΕΚ ΤΩΝ ΙΔΙΩΝ ΜΕΤΑ ΤΩΝ ΤΕΚΝΩΝ ΦΛΑΒΙΟΥ ΜΕΝΑΝΔΡΟΥ ΚΑΙ ΦΛΑΒΙΑΣ ΣΕΚΟΥΝΔΙΛΛΗΣ ΑΝΕΘΗΚΕ                                                                                      |
| Transcription « Ἀθηνᾷ Πολιάδι καὶ Αὐτοκράτορι Καίσαρι Σεβα{σ}στῷ Νέρβᾳ Τραϊανῷ Γερμανικῷ καὶ τῇ πόλι τῇ ǀ Ἀθηναίων ὁ ἱερεὺς Μουσῶν φιλοσόφων Τ. Φλάβιος Πάνταινος Φλαβίου Μενάνδρου διαδόχου ǀ υἱὸς τὰς ἔξω στοάς, τὸ περίστυλον, τὴν βυβλιοθήκην μετὰ τῶν βυβλίων, τὸν ἐν αὐτοῖς πάντα ǀ κόσμον, ἐκ τῶν ἰδίων μετὰ τῶν τέκνων Φλαβίου Μενάνδρου καὶ Φλαβίας Σεκουνδίλλης ἀνέθηκε »                                                                |
| Traduction À Athéna Poliade et à l'empereur Caesar Divi Nervae Filius Nerva Traianus Optimus Augustus Germanicus ainsi qu'à la ville d'Athènes, le prêtre des Muses philosophiques, T. Flavius Pandainos, fils du successeur Flavius Ménandre, a dédié à ses frais les galeries extérieures, le péristyle, la bibliothèque avec les livres et tous les ornements qu'ils contiennent, ainsi que ses enfants Flavius Ménandre et Flavia Secundilla." |

Plaque de marbre blanc - Trouvée dans l'ancienne agora d'Athènes. L'inscription rappelle le règlement des bibliothèques d'aujourd'hui. Il est conservé dans le musée de la stoa d'Attale,.
| ΒΥΒΛΙΟΝ ΟΥΚ ΕΞΕ ΝΕΧΘΗΣΕΤΑΙ ΕΠΕΙ ΩΜΟΣΑΜΕΝ. ΑΝΥΓΗ ΣΕΤΑΙ ΑΠΟ ΩΡΑΣ ΠΡΩ ΤΗΣ ΜΕΧΡΙ ΕΚΤΗΣ                                                             |
| Transcription «Βυβλίον οὐκ ἐξενεχθήσεται, ἐπεὶ ὠμόσαμεν· ἀνυγήσεται ἀπὸ ὥρας πρώτης μέχρι ἕκτης.»                                              |
| Traduction Aucun livre ne sortira de la bibliothèque parce que nous avons prêté serment. La bibliothèque sera ouverte de 1re heure à 6e heure. |

Remarque : sur l'épigraphie Β(υ)βλίον est inscrit avec "υ" et non "ι" βιβλίον. À l'origine βύβλος signifie  papyrus égyptien - nom qui se rapporte à la ville phénicienne éponyme (actuel Liban) qui produisait la plante.